# 長野清泉女学院中学校・高等学校
長野清泉女学院中学校・高等学校（ながのせいせんじょがくいんちゅうがっこう・こうとうがっこう）は、長野県長野市箱清水一丁目にある私立中学校・高等学校。聖心侍女修道会を設立母体とする清泉大学・清泉女子大学の姉妹校である。

## 沿革
- 1949年（昭和24年）- 長野清泉女学院高等学校として創立
- 1950年（昭和25年）- 中学校を併設
- 1959年（昭和34年）- 中学校を閉校
- 2009年（平成21年）- 長野清泉女学院中学校開校

## 教育目標
スクールモットー
神のみ前に　清く　正しく　愛深く
中学校
豊かな心を育て　知性を磨く6年間（中高一貫）
- 愛の教育を実践します
- 女子教育の伝統を守り続けます
- 心を豊かにする英語教育
- 中高一貫　6年間で学力を伸ばします

高等学校
- 永遠の価値あるものをめざし、生きる喜びにみちた社会人を育成する。
- 人への尊敬と愛をもって、社会の共同善のために献身できる女性を育成する。
- 人としての深い知性と品位を兼ねそなえ、調和のとれた人間を育成する。
- 清らかで思いやりのある心を育てる。

## コース
高等学校1年は「特進コース」と「進学コース」で学習する。
2年から「国公立コース」と「理系コース」「私立文系コース」に分かれる。

## 出身者
- 小出真保 - お笑い芸人
- タルタエリ - 声優
- 田中美恵子 - ヴィオラ奏者
- 若麻績咲良 - 宝塚音楽学校第96期元生徒・第98期卒業生（入団辞退）
- 三石佳那 - 新潟放送アナウンサー

## 校歌
- 校歌（作詞：佐佐木信綱 作曲：松島彜）

## 最寄駅
- 長野電鉄長野線 ：善光寺下駅